# Upplands runinskrifter 695
Upplands runinskrifter 695 är en vikingatida runsten av röd sandsten i Veckholms kyrka, Veckholms socken och Enköpings kommun. Närmare bestämt är runstenen från början av 1100-talet. Runstenen är 1,4 meter hög och 0,55 meter bred. Stenen flyttades 1951 till vapenhuset från sin tidigare uppställningsplats i södra kanten av kyrkogårdsmuren.

## Inskriften
Translitterering av runraden:
...f[r · auk · siri(þ) · þaiʀ · litu · risa · stain · at] · yla[if ·] sun · s[i]...
Normalisering till runsvenska:
... ok Sigrið þæiʀ letu ræisa stæin at Olæif/Øylæif, sun sinn.
Översättning till nusvenska:
... och Sigrid de läto resa stenen efter Olev, sin son.